# 타카야마 유코
타카야마 유코(일본어: 高山侑子, 1992년 10월 13일 ~ )는 일본의 배우이다.

## 출연 작품

### 드라마
- URAKARA (2011년, TV 도쿄) - 도기츠 치요/사키 역
- 가면라이더 위저드 (2012년 ~ 2013년, TV 아사히) - 타이몬 린코 역

### 애니메이션
- 매일엄마 제23화 (2009년, TV 도쿄) - 미사 역

### 영화
- 여자아이 이야기 (2009년 8월 29일, IMJ/에이벡스 엔터테인먼트) - 미사(고등학교 시절) 역